# Histrionicotoxina
La histrionicotoxina es un compuesto alcaloide de elevada toxicidad y secretado por glándulas especializadas de la epidermis de algunos animales, especialmente de la clase Amphibia. Es propio de la Oophaga histriónica y de otros organismos afines; un batracios de la subclase Salientia, orden Anura, familia Dendrobatidæ, que reside en ambientes tropicales. Existe una familia entera de histrionicotoxinas o compuestos afines a la histrionicotoxina. La histrionocitoxina propiamente dicha recibe, también, la denominación de HTX-283A.

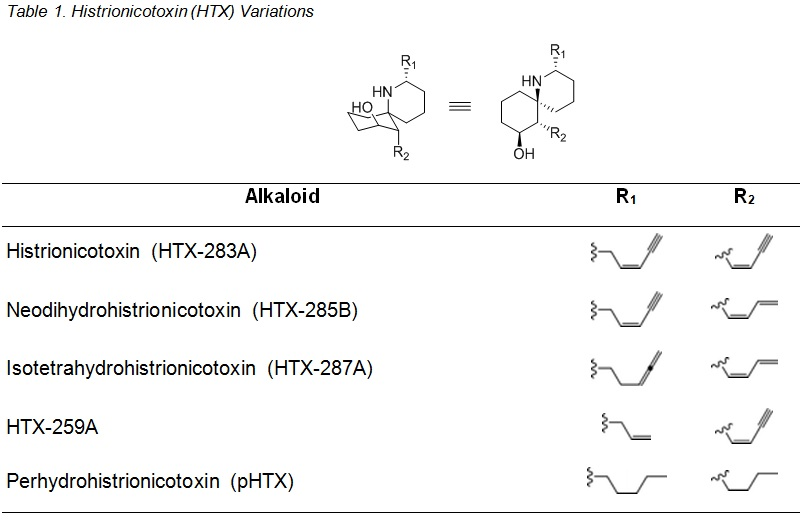
Variantes y compuestos miembros de la familia de alcaloides histrionicotoxinas.

## Síntesis

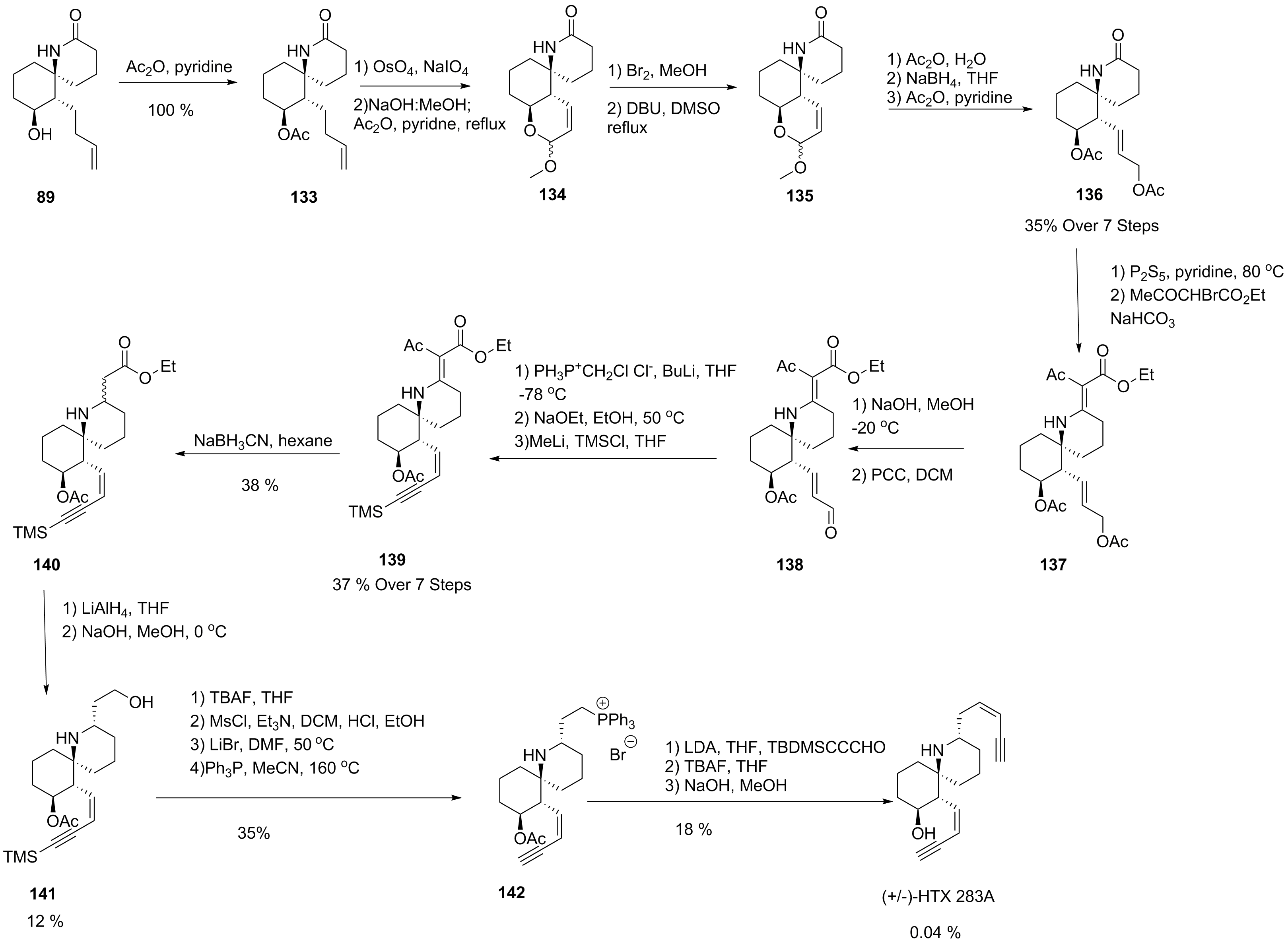
Síntesis del grupo Kishi de la histrionicotoxina.